# Aergia
Aergia (grek. Αεργια) var ett andeväsen i den grekiska mytologin.  Hon var en personifiering av lathet och slöhet.  Hennes motsvarighet i den romerska mytologin var Socordia, även kallad Ignavia.
Aergia var dotter till Aither (Luften) och Gaia (Jorden).